# Leur aventure
J'ai lu leur aventure est une collection de livres de poche ayant une couverture de couleur bleue lancée par l'éditeur français J'ai lu en 1962.
Elle comprend en tout 146 titres et cesse de paraître vers 1972 Les couvertures sont pour la plupart l'œuvre de l'illustrateur espagnol Antonio Parras.

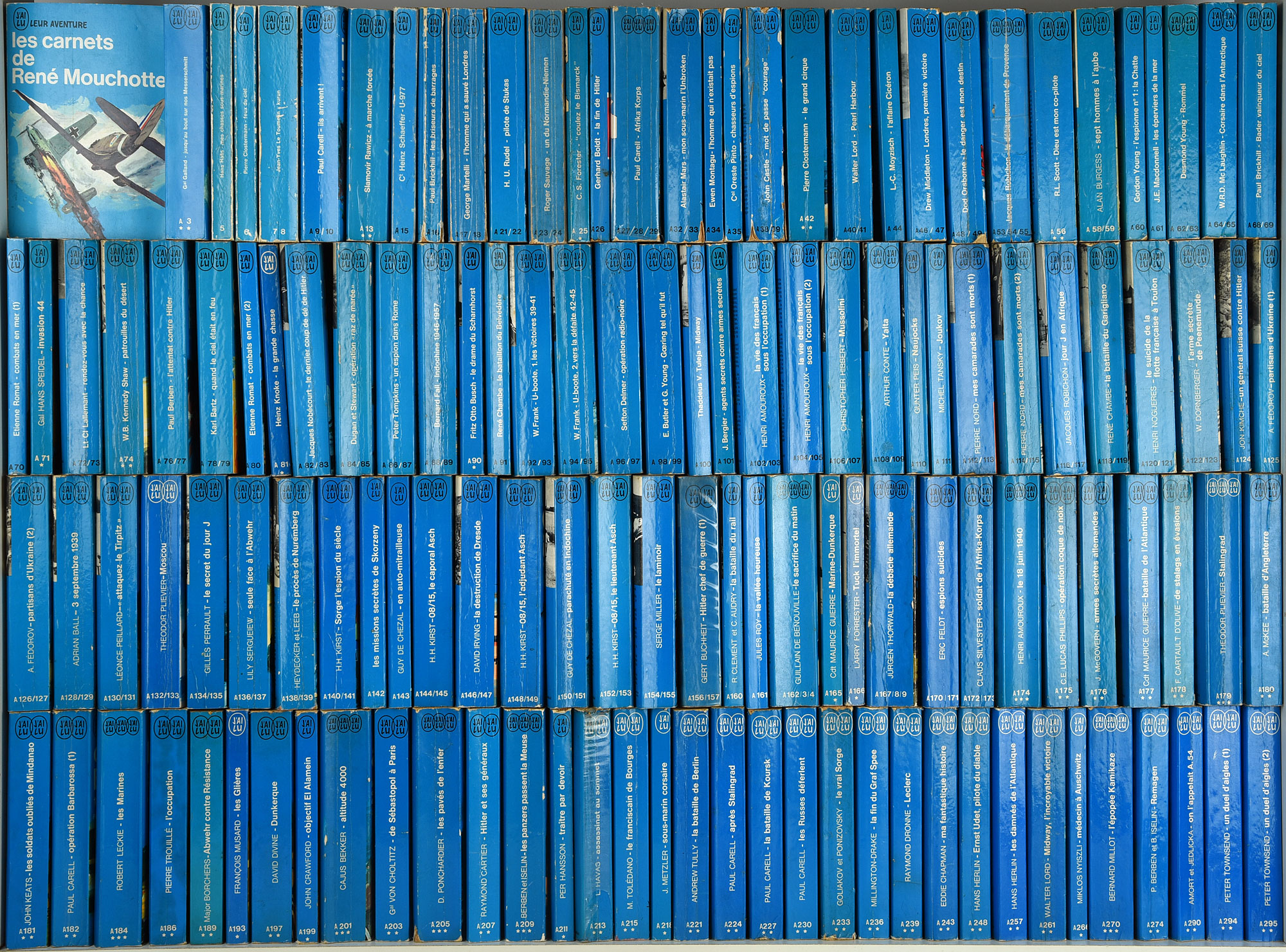
La presque totalité des livres de la collection "J'ai lu leur aventure"

## Description
J'ai lu leur aventure est consacrée principalement à l'histoire, aux aventures vécues et faits de guerre, avant et pendant la Seconde Guerre mondiale et connait un succès considérable durant les années 1960 - 1970.

## Numérotation
Selon le nombre de pages, les volumes peuvent porter un, deux ou trois numéros. 

## Liste des ouvrages
| No        | Titre                                                       | Auteur                            |
| --------- | ----------------------------------------------------------- | --------------------------------- |
| A1-2      | Les Carnets de René Mouchotte                               | René Mouchotte                    |
| A3-4      | Jusqu'au bout sur nos Messerschmitt                         | Général Adolf Galland             |
| A5        | Mes chasses sous-marines                                    | Hans Hass                         |
| A6        | Feux du ciel                                                | Pierre Clostermann                |
| A7-8      | Kurun autour du monde                                       | Jacques-Yves Le Toumelin          |
| A9-10     | Ils arrivent                                                | Paul Carell                       |
| A11-12    | Le Troisième œil (*)                                        | T. Lobsang Rampa                  |
| A13-14    | À marche forcée                                             | Sławomir Rawicz                   |
| A15       | U 977 L'odyssée d'un sous-marin allemand                    | Commandant Heinz Schaeffer        |
| A16       | Les Briseurs de barrage                                     | Paul Brickhill                    |
| A17-18    | L'Homme qui a sauvé Londres                                 | George Martelli                   |
| A19-20    | Les Robinsons des Galapagos                                 | Margret Wittmer                   |
| A21-22    | Pilote de Stuka                                             | Hans-Ulrich Rudel                 |
| A23-24    | Un du Normandie-Niemen                                      | Roger Sauvage                     |
| A25       | Coulez le Bismarck                                          | Cecil Scott Forester              |
| A26       | La Fin de Hitler                                            | Gerhardt Boldt                    |
| A27-28-29 | Afrika Korps                                                | Paul Carell                       |
| A30-31    | La Rivière des castors                                      | Éric Collier                      |
| A32-33    | Mon sous-marin l'Unbroken                                   | Alastair Mars                     |
| A34       | L'Homme qui n'existait pas                                  | Ewen Montagu                      |
| A35       | Chasseurs d'espions                                         | Colonel Oreste Pinto (en)         |
| A36-37    | La Dernière Rafale                                          | Peter Henn                        |
| A38-39    | Mot de passe : courage                                      | John Castle                       |
| A40-41    | Pearl Harbour                                               | Walter Lord                       |
| A42-43    | Le Grand Cirque                                             | Pierre Clostermann                |
| A44       | L'Affaire Cicéron                                           | Ludwig Carl Moyzisch              |
| A45       | La Nuit du Titanic                                          | Walter Lord                       |
| A46-47    | Londres première victoire                                   | Drew Middleton                    |
| A48-49    | Le Danger est mon destin                                    | Dod Orsborne                      |
| A50-51-52 | Chicago, le temps des incorruptibles                        | Kenneth Allsop                    |
| A53-54-55 | Le Débarquement de Provence                                 | Jacques Robichon                  |
| A56-57    | Dieu est mon copilote                                       | Robert Lee Scott, Jr.             |
| A58-59    | 7 hommes à l'aube                                           | Alan Burgess (en)                 |
| A60*      | L'Espionne no 1 « La chatte »                               | Gordon Young                      |
| A61       | Les Éperviers de la mer                                     | J. E. Mac Donnel                  |
| A62-63    | Rommel                                                      | Desmond Young                     |
| A64-65    | Corsaire dans l'Antarctique                                 | W.R.D. Mc Laughlin                |
| A66-67    | Hiroshima bombe A                                           | Fletcher Knebel                   |
| A68-69    | Bader vainqueur du ciel                                     | Paul Brickhill                    |
| A70       | Combats en mer (1)                                          | Étienne Romat                     |
| A71       | Invasion 44                                                 | Général Hans Speidel              |
| A72-73    | Rendez-vous avec la chance                                  | Lieutenant-colonel René Lallemant |
| A74-75    | Patrouilles du désert                                       | William Boyd Kennedy Shaw (en)    |
| A76-77    | L'Attentat contre Hitler                                    | Paul Berben                       |
| A78-79    | Quand le ciel était en feu                                  | Karl Batz                         |
| A80       | Combats en mer (2)                                          | Étienne Romat                     |
| A81       | La Grande chasse                                            | Heinz Knoke                       |
| A82-83    | Le Dernier coup de dé de Hitler                             | Jacques Nobécourt                 |
| A84-85    | Opération raz-de-marée                                      | James Dugan (en) & Carrol Stewart |
| A86-87    | Un espion dans Rome                                         | Peter Tompkins                    |
| A88-89    | Guerres d'Indochine, France 1946-57, Amérique…              | Bernard Fall                      |
| A90       | Le Drame du Scharnhorst                                     | Fritz-Otto Busch (de)             |
| A91       | Le Bataillon du Belvédère                                   | René Chambe                       |
| A92-93    | U-boote contre les marines alliées (1. Les victoires 39-41) | Wolfgang Frank                    |
| A94-95    | U-boote contre les marines alliées (2. Vers la défaite)     | Wolfgang Frank                    |
| A96-97    | Opération radio-noire                                       | Sefton Delmer                     |
| A98-99    | Goering tel qu'il fut                                       | Ewan Butler & Gordon Young        |
| A100      | Midway tournant de la guerre du Pacifique                   | Thaddeus V. Tuleja                |
| A101      | Agents secrets contre armes secrètes                        | Jacques Bergier                   |
| A102-103  | La Vie des Français sous l'Occupation (1)                   | Henri Amouroux                    |
| A104-105  | La Vie des Français sous l'Occupation (2)                   | Henri Amouroux                    |
| A106-107  | Mussolini                                                   | Christopher Hibbert               |
| A108-109  | Yalta ou le partage du monde                                | Arthur Conte                      |
| A110      | Naujocks, l'Homme qui déclencha la guerre                   | Gunter Peis (de)                  |
| A111      | Joukov                                                      | Michel Transky                    |
| A112-113  | Mes camarades sont morts (1. Le renseignement)              | Pierre Nord                       |
| A114-115  | Mes camarades sont morts (2. Le contre-espionnage)          | Pierre Nord                       |
| A116-117  | Jour J en Afrique                                           | Jacques Robichon                  |
| A118-119  | La Bataille du Garigliano (de Cassino à Rome)               | René Chambre                      |
| A120-121  | Le Suicide de la flotte française à Toulon                  | Henri Noguères                    |
| A122-123  | L'Arme secrète de Peenemünde                                | Walter Dornberger                 |
| A124      | Un général suisse contre Hitler                             | John Kimche                       |
| A125      | Partisans d'Ukraine (1. L'organisation clandestine)         | Alexei Fédorov                    |
| A126-127  | Partisans d'Ukraine (2. Opérations contre la Wehrmacht)     | Alexei Fédorov                    |
| A128-129  | 3 septembre 1939, le dernier jour du Vieux monde            | Adrian Ball                       |
| A130-131  | Attaquez le Tirpitz                                         | Léonce Peillard                   |
| A132-133  | Moscou                                                      | Théodore Plievier                 |
| A134-135  | Le Secret du jour J                                         | Gilles Perrault                   |
| A136-137  | Seule face à l'Abwehr                                       | Lily Sergueiew                    |
| A138-139  | Le Procès de Nuremberg                                      | Joe J. Heydecker & Johannes Leeb  |
| A140-141  | Sorge l'espion du siècle                                    | Hans Hellmut Kirst                |
| A142      | Les Missions secrètes de Skorzeny                           | Otto Skorzeny                     |
| A143      | En auto-mitrailleuse à travers les batailles de mai         | Guy De Chézal                     |
| A144-145  | 08/15 La révolte du caporal Asch                            | Hans Hellmut Kirst                |
| A146-147  | La Destruction de Dresde                                    | David Irving                      |
| A148-149  | 08/15 Les aventures de guerre de l'adjudant Asch            | Hans Hellmut Kirst                |
| A150-151  | Parachuté en Indochine                                      | Guy De Chézal                     |
| A152-153  | 08/15 Le lieutenant Asch dans la débâcle                    | Hans Hellmut Kirst                |
| A154-155  | Le Laminoir                                                 | Serge Miller                      |
| A156-157  | Hitler chef de guerre (1. Les conquêtes 1939-1942)          | Gert Buchheit                     |
| A158-159  | Hitler chef de guerre (2. Les désastres 1943-1945)          | Gert Buchheit                     |
| A160      | La Bataille du rail                                         | René Clément et Colette Audry     |
| A161      | La Vallée heureuse                                          | Jules Roy                         |
| A162***   | Le Sacrifice du matin                                       | Guillin De Bénouville             |
| A165      | Marine Dunkerque                                            | Commandant Maurice Guière         |
| A166      | Tuck l'Immortel                                             | Larry Forester                    |
| A167***   | La Débâcle allemande                                        | Jürgen Thorwald                   |
| A170-171  | Espions suicide                                             | Eric Feldt                        |
| A172-173  | Journal d'un soldat de l'Afrika Korps                       | Claus Sylvester                   |
| A174      | Le 18 juin 1940                                             | Henri Amouroux                    |
| A175**    | Opération Coque de noix                                     | C.E. Lucas Philips                |
| A176**    | La Chasse aux armes secrètes allemandes                     | James Mac Govern                  |
| A177      | Bataille de l'Atlantique (La victoire des convois)          | Commandant Maurice Guière         |
| A178**    | De stalags en évasions                                      | Frédéric Cartault d'Olive         |
| A179      | Stalingrad                                                  | Théodore Plievier                 |
| A180      | Bataille de la Manche, bataille d'Angleterre                | Alexander Mc Kee                  |
| A181**    | Les Soldats oubliés de Mindanao                             | John Keats                        |
| A182**    | Opération Barbarossa (1. L'invasion de la Russie)           | Paul Carell                       |
| A183**    | Opération Barbarossa (2. De Moscou à Stalingrad)            | Paul Carell                       |
| A184      | Les Marines dans la guerre du Pacifique                     | Robert Leckie                     |
| A186**    | Journal d'un préfet pendant l'occupation (Corrèze 1944)     | Pierre Trouillé                   |
| A189      | Abwehr contre Résistance                                    | Major H. Borchers                 |
| A191      | Munich ou la Drôle de paix                                  | Henri Noguères                    |
| A193*     | Les Glières                                                 | François Musard                   |
| A195      | La grande rafle du Vel d'Hiv                                | Claude Lévy & Paul Tillard        |
| A197**    | Les 9 jours de Dunkerque                                    | David Divine                      |
| A199      | Objectif El Alamein                                         | John Crawford                     |
| A201***   | Altitude 4000 journal de guerre de la Luftwaffe             | Cajus Bekker                      |
| A203**    | De Sébastopol à Paris                                       | Général Dietrich von Choltitz     |
| A205***   | Les Pavés de l'enfer                                        | Dominique Ponchardier             |
| A207      | Hitler et ses généraux                                      | Raymond Cartier                   |
| A209      | Les Panzers passent la Meuse                                | Paul Berben & Bernard Iselin      |
| A211*     | Traître par devoir (seul parmi les S.S.)                    | Per Hansson                       |
| A213      | Assassinat au sommet                                        | Laslo Havas                       |
| A215**    | Le Franciscain de Bourges                                   | Marc Toledano                     |
| A218      | Sous-marin corsaire                                         | Jost Metzler                      |
| A221**    | La Bataille de Berlin                                       | Andrew Tully                      |
| A224**    | Opération terre brûlée (1. Après Stalingrad)                | Paul Carell                       |
| A227      | Opération terre brûlée (2. La bataille de Koursk)           | Paul Carell                       |
| A230**    | Opération terre brûlée (3. Les Russes déferlent)            | Paul Carell                       |
| A233      | Le Vrai Sorge                                               | S Goliakov & V Ponizovski         |
| A236      | La Fin du Graf Spee                                         | Sir Eugène Millington-Drake (en)  |
| A239      | Leclerc et le serment de Koufra                             | Raymond Dronne                    |
| A243**    | Ma fantastique histoire                                     | Eddie Chapman                     |
| A248      | Ernst Udet pilote du diable                                 | Hans Herlin                       |
| A253      | … et l'Angleterre sera détruite                             | Colonel Rémy                      |
| A257      | Les Damnés de l'Atlantique                                  | Hans Herlin                       |
| A261      | Midway, l'incroyable victoire                               | Walter Lord                       |
| A266      | Médecin à Auschwitz                                         | Miklós Nyiszli                    |
| A270      | L'Épopée kamikaze                                           | Bernard Millot                    |
| A274      | Remagen le pont de la chance                                | Paul Berben & Bernard Iselin      |
| A280      | La nuit des Longs Couteaux                                  | Max Gallo                         |
| A284      | Hitler, les années obscures                                 | Ernst Hanfstaegel                 |
| A290      | On l'appelait A.54                                          | C Amort & IM Jedlicka             |
| A294      | Un duel d'Aigles (1. Le chemin de la guerre)                | Peter Townsend                    |
| A295      | Un duel d'Aigles (2. La bataille d'Angleterre)              | Peter Townsend                    |

(*) Bien que de couverture couleur bleu clair, l'ouvrage est également rattaché —comme étant le premier— à la collection rouge grenat L'Aventure mystérieuse.

## Principaux auteurs publiés
- Henri Amouroux
- Jacques Bergier
- René Clément
- Pierre Clostermann
- Arthur Conte
- Sefton Delmer
- Walter Dornberger
- Adolf Galland
- Max Gallo
- Hans Hass
- Hans Hellmut Kirst
- René Mouchotte
- Pierre Nord
- Gilles Perrault
- Slavomir Rawicz
- Jules Roy
- Hans Ulrich Rudell
- Roger Sauvage
- Lily Sergueiew
- Otto Skorzeny
- Dietrich von Choltitz
- Paul Carell